# Lens Technology
Lens Technology Company Limited — китайская компания электронной промышленности, крупный ODM и OEM производитель защитного стекла для сенсорных экранов, а также оптических линз, сенсорных модулей и модулей биометрии. Контрольный пакет акций компании принадлежит Чжоу Цюньфэй, которая входит в число богатейших людей страны.

## История
В 1993 году 23-летняя Чжоу Цюньфэй, ранее работавшая на часовой фабрике в Шэньчжэне, вместе с родственниками основала небольшую компанию Hengsheng Glass Surface по производству стеклянных экранов для наручных часов. В 2001 году она получила контракт на производство стеклянных экранов для мобильных телефонов TCL. В 2003 году Чжоу Цюньфэй основала компанию Shenzhen Lens Technology, которая начала производить стеклянные экраны для мобильных телефонов Motorola. Позже клиентами компании стали HTC, Nokia и Samsung, а с 2007 года — Apple.
В марте 2015 года Lens Technology вышла на Шэньчжэньскую фондовую биржу, а Чжоу Цюньфэй стала самой богатой женщиной Китая. В 2017 году Lens Technology основала дочернюю компанию во Вьетнаме. В 2021 году Lens Technology с рыночной капитализацией в более чем 22 млрд долларов заняла 1249-е место в рейтинге Forbes Global 2000, однако в 2022 году выбыла из списка. В 2023 году компания основала Инновационный исследовательский институт.

## Деятельность
Крупнейшими поставщиками необработанного стекла для Lens Technology являются компании Corning и Asahi Glass. На заводах Lens Technology стекло режут, шлифуют и полируют до нужных размеров и качества, а затем покрывают специальными плёнками против грязи, бликов, царапин и отпечатков пальцев. Lens Technology поставляет стекло для сенсорных экранов и биометрические модули компаниям Apple, Samsung Electronics, Huawei, Amazon, Tesla и BYD.
Заводы и научные лаборатории Lens Technology расположены в городах Чанша, Сянтань, Тайчжоу, Дунгуань (КНР), а также в провинции Бакзянг (Вьетнам). Более 10 тыс. сотрудников компании работают в научно-исследовательских центрах. 
По итогам 2022 года основные продажи Lens Technology пришлись на зарубежные рынки (81,9 %) и материковый Китай (18,1 %).

### Продукция
- Защитные стёкла для дисплеев электронных устройств (смартфонов, умных часов, планшетов, ноутбуков, фотоаппаратов, видеокамер), бытовой электротехники (холодильников, стиральных и посудомоечных машин), медицинского оборудования и электромобилей.
- Защитные стёкла для очков и механических часов.
- Стёкла для солнечных панелей.
- Сапфировое стекло для линз, камер мобильных телефонов и устройств распознавания отпечатков пальцев.
- Модули биометрии, сенсорные и оптические модули для электроники, автомобилей и дверных замков.
- Промышленное оборудование для обработки стекла и выращивания кристаллов, включая роботов и лазерное оборудование.
- Металлические, керамические и пластиковые комплектующие для электронных устройств, часов и электромобилей.

## Акционеры
Основными акционерами Lens Technology являются Чжоу Цюньфэй (62,34 %), Комитет по контролю и управлению государственным имуществом города Чанша (3,96 %), Hunan Caixin Industrial Fund Management (0,63 %) и E Fund Management (0,56 %).

## Критика
По сообщениям СМИ, Lens Technology использовала на своих заводах принудительный труд мусульман-уйгуров из Синьцзяна.